# Cahon
Cahon (auch Cahon-Gouy) ist eine nordfranzösische Gemeinde mit 221 Einwohnern (Stand 1. Januar 2022) im Département Somme in der Region Hauts-de-France. Die Gemeinde liegt im Arrondissement Abbeville und ist Teil der Communauté de communes du Vimeu und des Kantons Abbeville-2.

## Geographie

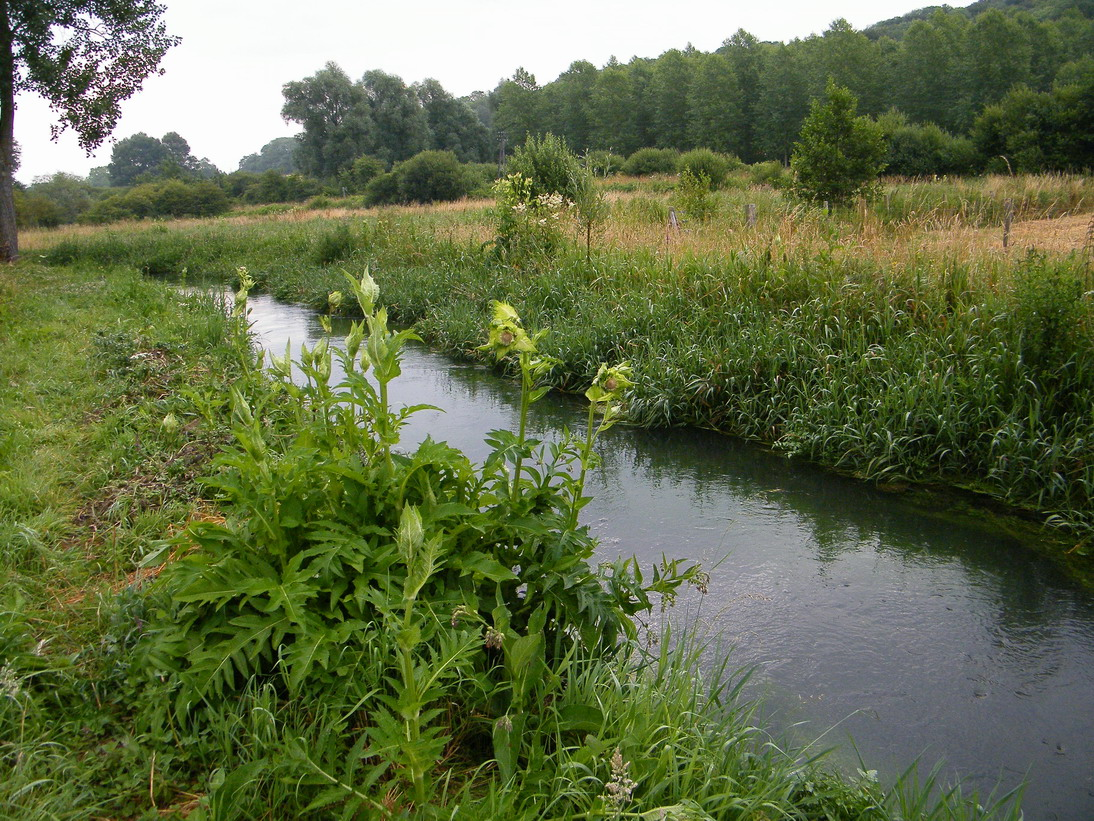
Die Trie im Gemeindegebiet

Die im Norden bis an den Canal Maritime d’Abbeville à Saint-Valery heranreichende Gemeinde liegt rund 8 km westlich von Abbeville an der Bahnstrecke nach Eu. An der Gemeindegrenze zu Saigneville mündet das Flüsschen Trie in diesen Kanal. Zu Cahon gehören die Gemeindeteile Gouy rechts der Trie und Petit-Cahon. Das Gemeindegebiet liegt im Regionalen Naturpark Baie de Somme Picardie Maritime.

## Geschichte
Die Gemeinde gehörte zunächst der Abtei von Saint-Valery-sur-Somme. Im 15. Jahrhundert kam sie an die Familie von Saint-Blimont.

## Einwohner
| 1962 | 1968 | 1975 | 1982 | 1990 | 1999 | 2006 | 2011 |
| ---- | ---- | ---- | ---- | ---- | ---- | ---- | ---- |
| 226  | 227  | 213  | 208  | 212  | 224  | 204  | 220  |

## Sehenswürdigkeiten
- Kirche Saint-Pierre-ès-Liens
- Denkmal für drei getötete Widerstandskämpfer